# شوان روبنسون
شوان روبنسون (بالإنجليزية: Shawan Robinson)‏ مواليد 7 سبتمبر 1983 في بون، هو لاعب كرة سلة أمريكي معتزل. بدأ مسيرته الاحترافية في سنة 2006. يبلغ طوله 6 قدم 2 بوصة (1.9 م). لعب كرة السلة الجامعية في جامعة كليمسون. اعتزل اللعب في 2009. لعب مع نيوكاسل إيجلز وسكايلاينرز فرانكفورت.

## روابط خارجية
- شوان روبنسون على موقع كرة السلة الأوروبية.كوم (الإنجليزية)
- شوان روبنسون على موقع كلية كرة السلة في سبورتس رفرنس.كوم (الإنجليزية)
- شوان روبنسون على موقع ريلجم (الإنجليزية)
- شوان روبنسون على موقع بروبوليرز (الإنجليزية)